# Eriocaulon balakrishnanii
Eriocaulon balakrishnanii är en gräsväxtart som beskrevs av Punekar, Lakshmin. och Vasudeva Rao. Eriocaulon balakrishnanii ingår i släktet Eriocaulon och familjen Eriocaulaceae. IUCN kategoriserar arten globalt som livskraftig. Inga underarter finns listade i Catalogue of Life.